# دیوید گراندین
دیوید گراندین (انگلیسی: David Grondin؛ زادهٔ ۸ مهٔ ۱۹۸۰) فوتبالیست اهل فرانسه است.
از باشگاه‌هایی که در آن بازی کرده‌است می‌توان به باشگاه فوتبال کن، باشگاه فوتبال سن-اتین، باشگاه فوتبال مشلان، باشگاه فوتبال آرسنال، و باشگاه فوتبال استاد برستوا ۲۹ اشاره کرد.